# 本町四丁目停留場
本町四丁目停留場（日语：／ Hommachi-Yonchōme teiryūjō */?）是位於日本愛媛縣松山市的路面電車車站，隸屬於伊予鐵道（伊予鐵），車站編號為27，位處國道196號上，過往本站曾稱為「本町」，後來才更改為「本町四丁目」。

## 所屬路線
- 伊予鐵道

松山市內線（本町線）
■6號線（本町線）

## 車站結構
本路段為單線路段，左、右兩側各設有1個側式月台，屬非對應式（白鳥式月台）設計。由於月台設置於十字路口「本町3丁目交差點」兩端，而分區界線上，將南側月台落在本町3丁目範圍、北側月台才真正落在本町4丁目範圍內。
與本町三丁目停留場的情形一樣，按雙線路軌左側乘降的安排分配月台，有效長度為1輛。月台設施則僅有附設在橙柱上，以日語書寫的站名和方向的小型燈箱乙個，外圍沒有加上安全欄杆，也沒有候車座椅，而各月台前端均與斑馬線連接

### 月台配置
| 月台 | 路線   | 目的地       |
| ---- | ------ | ------------ |
| 西側 | ■6號線 | 往本町六丁目 |
| 東側 | ■6號線 | 往松山市站   |

## 歷史
- 1911年：

- 9月1日：松山電氣軌道車站住吉（即現時三津濱地區）～本町（本站）開業，因有一小段路段未能趕及通車，暫時作為臨時總站。
- 9月19日：本站～札辻間開業。全線（住吉～道後）開通，翌年再伸延至江口（即現時三津濱港）。

- 1927年11月1日：路線由江口縮短至萱町。
- 1946年8月19日：因應道路擴闊工程及重新安排路線，本站休止。
- 1948年7月1日：本站重開，位置改設於馬路中央位置，改稱「本町三丁目停留場」，再次成為總站。
- 1962年2月1日：路線伸延至本町六丁目，回復為分站[4]，並加設列車交換用路軌，採用島式月台設計。
- 1967年1月1日：改稱為「本町四丁目停留場」[4]。
- 1970年代：撤去列車交換設施。

## 相近停留場
伊予鐵道
■6號線
本町三丁目（26）－本町四丁目（27）－本町五丁目（28）